# Rambrouch
Rambrouch (luxembourgsk: Rammerech) er en kommune og et byområde i Luxembourg. Kommunen, som har et areal på 79,09 km², ligger i kantonen Redange i distriktet Diekirch. I 2005 havde kommunen 3.581 indbyggere. 
49°50′N 5°51′Ø / 49.833°N 5.850°Ø